# 21. etape af Giro d'Italia 2021
21. etape af Giro d'Italia 2021 er en 29,4 km lang enkeltstart, som køres den 30. maj 2021 med start i Senago og mål på Milano. Det er løbets sidste etape.

## Resultater

### Etaperesultat
| \| Etaperesultat \| Etaperesultat \| Etaperesultat \| Etaperesultat \| Etaperesultat \| \| Rytter \| Rytter \| Hold \| Tid \| \| \| ------------- \| --------------- \| --------------------- \| ------------- \| ------------- \| \| 1. \| Filippo Ganna \| Ineos Grenadiers \| 33' 48" \| \| \| 2. \| Rémi Cavagna \| Deceuninck-Quick Step \| + 12" \| \| \| 3. \| Edoardo Affini \| Jumbo-Visma \| + 13" \| \| \| 4. \| Matteo Sobrero \| Astana-Premier Tech \| + 14" \| \| \| 5. \| João Almeida \| Deceuninck-Quick Step \| + 27" \| \| \| 6. \| Max Walscheid \| Qhubeka Assos \| + 33" \| \| \| 7. \| Alberto Bettiol \| EF Education-Nippo \| + 34" \| \| \| 8. \| Jan Tratnik \| Bahrain Victorious \| + 42" \| \| \| 9. \| Gianni Moscon \| Ineos Grenadiers \| + 44" \| \| \| 10. \| Iljo Keisse \| Deceuninck-Quick Step \| + 47" \| \| |                 |                       |         |
| |                 |                       |         |
| Kilde: ProCyclingStats |                 |                       |         |
| Etaperesultat |                 |                       |         |
| Rytter | Rytter          | Hold                  | Tid     |
| 1. | Filippo Ganna   | Ineos Grenadiers      | 33' 48" |
| 2. | Rémi Cavagna    | Deceuninck-Quick Step | + 12"   |
| 3. | Edoardo Affini  | Jumbo-Visma           | + 13"   |
| 4. | Matteo Sobrero  | Astana-Premier Tech   | + 14"   |
| 5. | João Almeida    | Deceuninck-Quick Step | + 27"   |
| 6. | Max Walscheid   | Qhubeka Assos         | + 33"   |
| 7. | Alberto Bettiol | EF Education-Nippo    | + 34"   |
| 8. | Jan Tratnik     | Bahrain Victorious    | + 42"   |
| 9. | Gianni Moscon   | Ineos Grenadiers      | + 44"   |
| 10. | Iljo Keisse     | Deceuninck-Quick Step | + 47"   |

### Klassement efter etapen
| \| Samlede stilling \| Samlede stilling \| Samlede stilling \| Samlede stilling \| Samlede stilling \| \| Rytter \| Rytter \| Hold \| Tid \| \| \| ---------------- \| ---------------- \| ---------------------- \| ---------------- \| ---------------- \| \| 1. \| Egan Bernal \| Ineos Grenadiers \| 86t 17' 28" \| \| \| 2. \| Damiano Caruso \| Bahrain Victorious \| + 1' 29" \| \| \| 3. \| Simon Yates \| BikeExchange \| + 4' 15" \| \| \| 4. \| Aleksandr Vlasov \| Astana-Premier Tech \| + 6' 40" \| \| \| 5. \| Daniel Martínez \| Ineos Grenadiers \| + 7' 24" \| \| \| 6. \| João Almeida \| Deceuninck-Quick Step \| + 7' 24" \| \| \| 7. \| Romain Bardet \| Team DSM \| + 8' 05" \| \| \| 8. \| Hugh Carthy \| EF Education-Nippo \| + 8' 56" \| \| \| 9. \| Tobias Foss \| Jumbo-Visma \| + 11' 44" \| \| \| 10. \| Daniel Martin \| Israel Start-Up Nation \| + 18' 35" \| \| |                  |                        |             |
| |                  |                        |             |
| Kilde: ProCyclingStats |                  |                        |             |
| Samlede stilling |                  |                        |             |
| Rytter | Rytter           | Hold                   | Tid         |
| 1. | Egan Bernal      | Ineos Grenadiers       | 86t 17' 28" |
| 2. | Damiano Caruso   | Bahrain Victorious     | + 1' 29"    |
| 3. | Simon Yates      | BikeExchange           | + 4' 15"    |
| 4. | Aleksandr Vlasov | Astana-Premier Tech    | + 6' 40"    |
| 5. | Daniel Martínez  | Ineos Grenadiers       | + 7' 24"    |
| 6. | João Almeida     | Deceuninck-Quick Step  | + 7' 24"    |
| 7. | Romain Bardet    | Team DSM               | + 8' 05"    |
| 8. | Hugh Carthy      | EF Education-Nippo     | + 8' 56"    |
| 9. | Tobias Foss      | Jumbo-Visma            | + 11' 44"   |
| 10. | Daniel Martin    | Israel Start-Up Nation | + 18' 35"   |

| Pointkonkurrence | Pointkonkurrence | Pointkonkurrence                   | Pointkonkurrence | Pointkonkurrence |
| Rytter           | Rytter           | Hold                               | Point            |                  |
| ---------------- | ---------------- | ---------------------------------- | ---------------- | ---------------- |
| 1.               | Peter Sagan      | Bora-Hansgrohe                     | 136 point        |                  |
| 2.               | Davide Cimolai   | Israel Start-Up Nation             | 118 point        |                  |
| 3.               | Fernando Gaviria | UAE Team Emirates                  | 116 point        |                  |
| 4.               | Elia Viviani     | Cofidis                            | 86 point         |                  |
| 5.               | Egan Bernal      | Ineos Grenadiers                   | 80 point         |                  |
| 6.               | Dries De Bondt   | Alpecin-Fenix                      | 71 point         |                  |
| 7.               | Andrea Pasqualon | Intermarché-Wanty-Gobert Matériaux | 61 point         |                  |
| 8.               | Simone Consonni  | Cofidis                            | 60 point         |                  |
| 9.               | Edoardo Affini   | Jumbo-Visma                        | 59 point         |                  |
| 10.              | Alberto Bettiol  | EF Education-Nippo                 | 57 point         |                  |

| Pointkonkurrence | Pointkonkurrence | Pointkonkurrence                   | Pointkonkurrence | Pointkonkurrence |
| Rytter           | Rytter           | Hold                               | Point            |                  |
| ---------------- | ---------------- | ---------------------------------- | ---------------- | ---------------- |
| 1.               | Peter Sagan      | Bora-Hansgrohe                     | 136 point        |                  |
| 2.               | Davide Cimolai   | Israel Start-Up Nation             | 118 point        |                  |
| 3.               | Fernando Gaviria | UAE Team Emirates                  | 116 point        |                  |
| 4.               | Elia Viviani     | Cofidis                            | 86 point         |                  |
| 5.               | Egan Bernal      | Ineos Grenadiers                   | 80 point         |                  |
| 6.               | Dries De Bondt   | Alpecin-Fenix                      | 71 point         |                  |
| 7.               | Andrea Pasqualon | Intermarché-Wanty-Gobert Matériaux | 61 point         |                  |
| 8.               | Simone Consonni  | Cofidis                            | 60 point         |                  |
| 9.               | Edoardo Affini   | Jumbo-Visma                        | 59 point         |                  |
| 10.              | Alberto Bettiol  | EF Education-Nippo                 | 57 point         |                  |

| Bjergkonkurrence | Bjergkonkurrence  | Bjergkonkurrence       | Bjergkonkurrence | Bjergkonkurrence |
| Rytter           | Rytter            | Hold                   | Point            |                  |
| ---------------- | ----------------- | ---------------------- | ---------------- | ---------------- |
| 1.               | Geoffrey Bouchard | AG2R Citroën Team      | 184 point        |                  |
| 2.               | Egan Bernal       | Ineos Grenadiers       | 140 point        |                  |
| 3.               | Damiano Caruso    | Bahrain Victorious     | 99 point         |                  |
| 4.               | Daniel Martin     | Israel Start-Up Nation | 83 point         |                  |
| 5.               | Simon Yates       | BikeExchange           | 61 point         |                  |
| 6.               | João Almeida      | Deceuninck-Quick Step  | 54 point         |                  |
| 7.               | Bauke Mollema     | Trek-Segafredo         | 53 point         |                  |
| 8.               | Lorenzo Fortunato | Eolo-Kometa            | 52 point         |                  |
| 9.               | Romain Bardet     | Team DSM               | 49 point         |                  |
| 10.              | Michael Storer    | Team DSM               | 46 point         |                  |

| Bjergkonkurrence | Bjergkonkurrence  | Bjergkonkurrence       | Bjergkonkurrence | Bjergkonkurrence |
| Rytter           | Rytter            | Hold                   | Point            |                  |
| ---------------- | ----------------- | ---------------------- | ---------------- | ---------------- |
| 1.               | Geoffrey Bouchard | AG2R Citroën Team      | 184 point        |                  |
| 2.               | Egan Bernal       | Ineos Grenadiers       | 140 point        |                  |
| 3.               | Damiano Caruso    | Bahrain Victorious     | 99 point         |                  |
| 4.               | Daniel Martin     | Israel Start-Up Nation | 83 point         |                  |
| 5.               | Simon Yates       | BikeExchange           | 61 point         |                  |
| 6.               | João Almeida      | Deceuninck-Quick Step  | 54 point         |                  |
| 7.               | Bauke Mollema     | Trek-Segafredo         | 53 point         |                  |
| 8.               | Lorenzo Fortunato | Eolo-Kometa            | 52 point         |                  |
| 9.               | Romain Bardet     | Team DSM               | 49 point         |                  |
| 10.              | Michael Storer    | Team DSM               | 46 point         |                  |

| Ungdomskonkurrence | Ungdomskonkurrence | Ungdomskonkurrence    | Ungdomskonkurrence | Ungdomskonkurrence |
| Rytter             | Rytter             | Hold                  | Tid                |                    |
| ------------------ | ------------------ | --------------------- | ------------------ | ------------------ |
| 1.                 | Egan Bernal        | Ineos Grenadiers      | 86t 17' 28"        |                    |
| 2.                 | Aleksandr Vlasov   | Astana-Premier Tech   | + 6' 40"           |                    |
| 3.                 | Daniel Martínez    | Ineos Grenadiers      | + 7' 24"           |                    |
| 4.                 | João Almeida       | Deceuninck-Quick Step | + 7' 24"           |                    |
| 5.                 | Tobias Foss        | Jumbo-Visma           | + 11' 44"          |                    |
| 6.                 | Attila Valter      | Groupama-FDJ          | + 45' 30"          |                    |
| 7.                 | Lorenzo Fortunato  | Eolo-Kometa           | + 47' 31"          |                    |
| 8.                 | Michael Storer     | Team DSM              | + 1t 49' 05"       |                    |
| 9.                 | Harold Tejada      | Astana-Premier Tech   | + 2t 01' 12"       |                    |
| 10.                | Alessandro Covi    | UAE Team Emirates     | + 2t 03' 30"       |                    |

| Ungdomskonkurrence | Ungdomskonkurrence | Ungdomskonkurrence    | Ungdomskonkurrence | Ungdomskonkurrence |
| Rytter             | Rytter             | Hold                  | Tid                |                    |
| ------------------ | ------------------ | --------------------- | ------------------ | ------------------ |
| 1.                 | Egan Bernal        | Ineos Grenadiers      | 86t 17' 28"        |                    |
| 2.                 | Aleksandr Vlasov   | Astana-Premier Tech   | + 6' 40"           |                    |
| 3.                 | Daniel Martínez    | Ineos Grenadiers      | + 7' 24"           |                    |
| 4.                 | João Almeida       | Deceuninck-Quick Step | + 7' 24"           |                    |
| 5.                 | Tobias Foss        | Jumbo-Visma           | + 11' 44"          |                    |
| 6.                 | Attila Valter      | Groupama-FDJ          | + 45' 30"          |                    |
| 7.                 | Lorenzo Fortunato  | Eolo-Kometa           | + 47' 31"          |                    |
| 8.                 | Michael Storer     | Team DSM              | + 1t 49' 05"       |                    |
| 9.                 | Harold Tejada      | Astana-Premier Tech   | + 2t 01' 12"       |                    |
| 10.                | Alessandro Covi    | UAE Team Emirates     | + 2t 03' 30"       |                    |

| Holdkonkurrence | Holdkonkurrence       | Holdkonkurrence | Holdkonkurrence |
| Hold            | Hold                  | Tid             |                 |
| --------------- | --------------------- | --------------- | --------------- |
| 1.              | Ineos Grenadiers      | 259t 30' 31"    |                 |
| 2.              | Jumbo-Visma           | + 26' 52"       |                 |
| 3.              | Team DSM              | + 29' 09"       |                 |
| 4.              | Astana-Premier Tech   | + 33' 05"       |                 |
| 5.              | Team BikeExchange     | + 1t 15' 12"    |                 |
| 6.              | Trek-Segafredo        | + 1t 27' 09"    |                 |
| 7.              | Movistar Team         | + 1t 28' 18"    |                 |
| 8.              | Deceuninck-Quick Step | + 1t 37' 51"    |                 |
| 9.              | Bahrain Victorious    | + 1t 51' 05"    |                 |
| 10.             | UAE Team Emirates     | + 1t 54' 04"    |                 |

| Holdkonkurrence | Holdkonkurrence       | Holdkonkurrence | Holdkonkurrence |
| Hold            | Hold                  | Tid             |                 |
| --------------- | --------------------- | --------------- | --------------- |
| 1.              | Ineos Grenadiers      | 259t 30' 31"    |                 |
| 2.              | Jumbo-Visma           | + 26' 52"       |                 |
| 3.              | Team DSM              | + 29' 09"       |                 |
| 4.              | Astana-Premier Tech   | + 33' 05"       |                 |
| 5.              | Team BikeExchange     | + 1t 15' 12"    |                 |
| 6.              | Trek-Segafredo        | + 1t 27' 09"    |                 |
| 7.              | Movistar Team         | + 1t 28' 18"    |                 |
| 8.              | Deceuninck-Quick Step | + 1t 37' 51"    |                 |
| 9.              | Bahrain Victorious    | + 1t 51' 05"    |                 |
| 10.             | UAE Team Emirates     | + 1t 54' 04"    |                 |